# Morangos com Açúcar (1.º arco)
O primeiro arco de Morangos com Açúcar, correspondente às temporadas 1, 2 e 3 foi lançada simultaneamente na TVI e na Prime Video, que funciona como uma sequela da novela Morangos com Açúcar (2003-12). As duas primeiras temporadas são focadas no período escolar e a terceira é focada nas férias escolares. A primeira temporada foi lançada a 23 de outubro de 2023. A segunda temporada foi lançada a 1 de janeiro de 2024. A terceira temporada foi lançada a 1 de julho de 2024.
Conta com Madalena Aragão, Margarida Corceiro, Vicente Gil e Rui Pedro Silva no elenco principal.

## Sinopse

### Temporadas 1 e 2 (2023-2024)

Cartaz da 'temporada 1' da série.

Cartaz da 'temporada 2' da série.

O novo ano letivo no Colégio da Barra começa com dois grandes grupos: os influencers, populares e mainstream, e os alternativos que procuram novos rumos e novas ideias. Olívia cuida dos irmãos com apenas dezessete anos. Já Miguel está em rota de colisão com o pai, que quer ver o filho seguir a tradição familiar. Conhecem-se poucos dias antes do início das aulas, sem saberem que se vão reencontrar na festa de boas-vindas, que é animada pelos D'ZRT. Durante a festa, o grupo acaba por revelar que esta à procura de novos talentos. Este anúncio provoca uma enorme excitação. Durante a festa, começam a circular imagens de uma aluna a despir-se para um desconhecido. Morta de vergonha, foge e desaparece de casa. Este é o primeiro de uma cadeia de misteriosos desaparecimentos, aparentemente relacionados com cyberbullying. Qualquer um pode ser o próximo a desaparecer. Aqueles que têm segredos comprometedores procuram escondê-los. Os desaparecimentos colocam Olívia e Miguel em campos opostos e este será o maior impedimento ao seu romance. A par com os desaparecimentos, os participantes disputam com as armas que têm para ganharem o concurso e serem os novos D'ZRT.

### Temporada 3 (2024)

Cartaz da 'temporada 3' da série.

Com a chegada das férias, os alunos do Colégio da Barra preparam-se para viver as aventuras de Verão em Vila Nova de Milfontes. Eles não vão querer perder o imperdível verão que os espera, mas será mesmo assim? O ano letivo terminou, mas houve segredos que ficaram por desvendar. Quando menos esperam, são surpreendidos com um novo mistério que envolve todos. Na praia, como nos corredores do Liceu, nada é aquilo que parece. Será que a amizade que une o grupo resiste a tudo isto?

## Elenco
| Ator/Atriz           | Personagem                        | Temporada       | Temporada       | Temporada       |
| Ator/Atriz           | Personagem                        | 1               | 2               | 3               |
| -------------------- | --------------------------------- | --------------- | --------------- | --------------- |
| Beatriz Frazão       | Frederica «Kika» Amorim           | Principal       | Principal       | Principal       |
| Madalena Aragão      | Olívia Campelo                    | Principal       | Principal       | Principal       |
| Margarida Corceiro   | Gabriela «Gabi» Caiado            | Principal       | Principal       | Principal       |
| Vicente Gil          | Miguel Navarro                    | Principal       | Principal       | Principal       |
| Rui Pedro Silva      | Santiago «Santi» Matoso           | Principal       | Principal       | Principal       |
| Mafalda Peres        | Filipa «Pipa» Gomes               | Principal       | Principal       | Principal       |
| Simão Fumega         | Duarte Navarro                    | Principal       | Principal       | Principal       |
| Tomás Taborda        | Pedro «Harry» França              | Principal       | Principal       | Principal       |
| Victoria Oliver      | Purificación «Puri» Moreno        | Principal       | Principal       | Principal       |
| Catarina de Carvalho | Cris Cavalcante                   | Principal       | Principal       | Principal       |
| Ana Andrade          | Carolina «Carol» Hipólito Esteves | Principal       | Principal       | Participação    |
| Cláudio de Castro    | Frederico «Fred» Romão            | Principal       | Principal       | Participação    |
| Rita Guerner         | Emilia Coelho                     | Principal       | Principal       | Principal       |
| Cíntia Semedo        | Luana Chissola                    | Principal       | Principal       | Principal       |
| António Van Zeller   | José «Zé» Maria Teles da Gama     | Principal       | Principal       | Principal       |
| Oskar de la Fuente   | Sancho Moreno                     | Principal       | Principal       | Principal       |
| Gonçalo Braga        | Bruno Campelo                     | Principal       | Principal       | Principal       |
| Rita Sanchez         | Marina                            | Does not appear | Principal       | Does not appear |
| Rodrigo Tomás        | Samuel Cruz                       | Does not appear | Does not appear | Principal       |
| Rui Gonçalves        | Lucas Cruz                        | Does not appear | Does not appear | Principal       |
| Guilherme Amaro      | Júlio                             | Does not appear | Does not appear | Principal       |
| Nuno Represas        | Gil Esteves                       | Does not appear | Does not appear | Principal       |
| Mariana Cardoso      | Joana                             | Does not appear | Does not appear | Principal       |
| Ricardo Viegas       | Celso                             | Does not appear | Does not appear | Principal       |

### Elenco recorrente
| Ator/Atriz          | Personagem             | Temporada       | Temporada       | Temporada       |
| Ator/Atriz          | Personagem             | 1               | 2               | 3               |
| ------------------- | ---------------------- | --------------- | --------------- | --------------- |
| Fernanda Serrano    | Dalila Castro          | Recorrente      | Recorrente      | Does not appear |
| Beatriz Godinho     | Jéssica Alves          | Recorrente      | Recorrente      | Does not appear |
| Dina Félix da Costa | Kelly Navarro          | Recorrente      | Recorrente      | Does not appear |
| Carla Maciel        | Marília Campelo        | Recorrente      | Recorrente      | Recorrente      |
| Sérgio Praia        | Álvaro Caiado          | Recorrente      | Recorrente      | Recorrente      |
| Graciano Dias       | Alberto «Beto» Charrua | Recorrente      | Recorrente      | Does not appear |
| Alfredo Brito       | Orlando                | Does not appear | Does not appear | Recorrente      |
| Ivo Romeu Bastos    | Hugo                   | Does not appear | Does not appear | Recorrente      |
| João Craveiro       | Varela                 | Does not appear | Does not appear | Recorrente      |
| António Simão       | Joaquim                | Does not appear | Does not appear | Recorrente      |

### Participações especiais
| Ator/Atriz         | Personagem             | Temporada       | Temporada       | Temporada       |
| Ator/Atriz         | Personagem             | 1               | 2               | 3               |
| ------------------ | ---------------------- | --------------- | --------------- | --------------- |
| Tiago Castro       | Valter «Crómio» Matoso | Participação    | Participação    | Participação    |
| Pedro Teixeira     | Simão Navarro          | Participação    | Participação    | Does not appear |
| Rita Pereira       | Soraia Rochinha Gomes  | Participação    | Participação    | Participação    |
| Sara Barradas      | Diana Almeida          | Participação    | Participação    | Does not appear |
| Vítor Fonseca      | José «Zé» Milho        | Participação    | Participação    | Does not appear |
| Inês Castel-Branco | Alice Esteves          | Does not appear | Does not appear | Participação    |

## Elenco adicional
| Ator/Atriz               | Personagem           |
| ------------------------ | -------------------- |
| Guilherme Rocha          | Benjamim «Ben» Romão |
| Ricardo Lagartinho Lopes | Joni Campelo         |
| Duarte Santos            | Pedro Campelo        |
| Marcello Antony          | Enzo Cavalcante      |
| Joana Manuel             | Suellen              |
| Pedro Almendra           | Afonso               |
| Diogo Mesquita           | —                    |
| Margarida Cardeal        | Mãe de Carolina      |
| Sofia Aparício           | Mónica               |
| Susana Blazer            | —                    |
| Erica Rodrigues          | —                    |
| Maria João Vaz           | —                    |
| Ricardo Monteiro         | Joel                 |
| Ana Lopes                | Sónia                |
| Diana Nicolau            | Sónia Lobo           |
| Rodrigo Paganelli        | Filipe Dinis         |
| Rafael Paes              | —                    |
| Maria Gomes Andrade      | —                    |

## Episódios

### 1.ª temporada (2023)
| N.º na série | N.º na temp. | Título              | Dirigido por      | Escrito por                                  | Exibição na TVI        | Exibição na Prime Video | Audiências na TVI (milhões) |
| --- | ------------ | ------------------- | ----------------- | -------------------------------------------- | ---------------------- | ----------------------- | --------------------------- |
| 1 | 1            | "O Regresso"        | Francisco Antunez | Maria João Mira, André Ramalho e Juan Barros | 23 de outubro de 2023  | 23 de outubro de 2023   | 1.00                        |
| Na festa de abertura do ano lectivo no Colégio da Barra, uma aluna é vítima de bullying e desaparece.                                                            |              |                     |                   |                                              |                        |                         |                             |
| 2 | 2            | "Somos Todos Carol" | Francisco Antunez | Maria João Mira, André Ramalho e Juan Barros | 30 de outubro de 2023  | 23 de outubro de 2023   | 0.66                        |
| A investigação sobre o desaparecimento de Carol desvenda aspectos do seu passado e das suas relações com outros alunos que temem ver os seus segredos revelados. |              |                     |                   |                                              |                        |                         |                             |
| 3 | 3            | "Gatos e Bots"      | Francisco Antunez | Maria João Mira, André Ramalho e Juan Barros | 6 de novembro de 2023  | 23 de outubro de 2023   | 0.70                        |
| Gabi leva longe demais o esforço para se manter como influencer. No rescaldo de uma competição de surf, um suspeito do bullying é revelado.                      |              |                     |                   |                                              |                        |                         |                             |
| 4 | 4            | "Fast Forward"      | Francisco Antunez | Maria João Mira, André Ramalho e Juan Barros | 13 de novembro de 2023 | 23 de outubro de 2023   | 0.66                        |
| Miguel vê-se perante o dilema de denunciar alguém muito próximo. Um novo desaparecimento muda o curso da história e coloca Miguel e Olívia em campos opostos.    |              |                     |                   |                                              |                        |                         |                             |
| 5 | 5            | "O Termómetro"      | Francisco Antunez | Maria João Mira, André Ramalho e Juan Barros | 20 de novembro de 2023 | 23 de outubro de 2023   | 0.59                        |
| Enquanto os vários grupos musicais preparam os vídeos para o concurso, a competição torna-se renhida e Olívia comete um erro grave.                              |              |                     |                   |                                              |                        |                         |                             |
| 6 | 6            | "Drama Queen"       | Francisco Antunez | Maria João Mira, André Ramalho e Juan Barros | 27 de novembro de 2023 | 23 de outubro de 2023   | 0.68                        |
| O muito aguardado baile de máscaras da festa de anos de Gabi revela os seus traumas e termina em desastre.                                                       |              |                     |                   |                                              |                        |                         |                             |
| 7 | 7            | "Break Point"       | Francisco Antunez | Maria João Mira, André Ramalho e Juan Barros | 4 de dezembro de 2023  | 23 de outubro de 2023   | 0.65                        |
| A competitividade é levada ao extremo num torneio de padel, com consequências graves para um dos alunos. Olívia monta uma armadilha para apanhar o bully.        |              |                     |                   |                                              |                        |                         |                             |
| 8 | 8            | "O Desfile"         | Francisco Antunez | Maria João Mira, André Ramalho e Juan Barros | 11 de dezembro de 2023 | 23 de outubro de 2023   | 0.67                        |
| Um desfile de moda revela ligações até aí secretas. Santiago acredita que encontrou o responsável pelos desaparecimentos no colégio.                             |              |                     |                   |                                              |                        |                         |                             |
| 9 | 9            | "Não Passarão"      | Francisco Antunez | Maria João Mira, André Ramalho e Juan Barros | 18 de dezembro de 2023 | 23 de outubro de 2023   | 0.50                        |
| Um novo incidente com uma aluna leva a Comissão de Pais a exigir medidas restritivas no colégio, o que gera revolta entre os alunos.                             |              |                     |                   |                                              |                        |                         |                             |
| 10 | 10           | "O Último Podcast"  | Francisco Antunez | Maria João Mira, André Ramalho e Juan Barros | 24 de dezembro de 2023 | 23 de outubro de 2023   | 0.39                        |
| À medida que cresce o nervosismo sobre a insegurança no Colégio, revelações sobre o passado de Kika colocam-na debaixo dos holofotes. Mais um aluno desaparece.  |              |                     |                   |                                              |                        |                         |                             |

### 2.ª temporada (2024)
| N.º na série | N.º na temp. | Título                           | Dirigido por      | Escrito por                                  | Exibição na TVI         | Exibição na Prime Video | Audiências na TVI (milhões) |
| --- | ------------ | -------------------------------- | ----------------- | -------------------------------------------- | ----------------------- | ----------------------- | --------------------------- |
| 11 | 1            | "As Eleições"                    | Francisco Antunez | Maria João Mira, André Ramalho e Juan Barros | 1 de janeiro de 2024    | 1 de janeiro de 2024    | 0.47                        |
| Os alunos desencadeiam acções de protesto contra as novas medidas restritivas e organizam eleições para a associação de estudantes. O último desaparecimento leva a ansiedade ao limite.   |              |                                  |                   |                                              |                         |                         |                             |
| 12 | 2            | "Miss Fake"                      | Francisco Antunez | Maria João Mira, André Ramalho e Juan Barros | 1 de janeiro de 2024    | 1 de janeiro de 2024    | 0.56                        |
| Miguel persegue uma nova pista sobre os desaparecimentos. Os alunos organizam uma actividade de angariação de fundos para a viagem de finalistas, onde um segredo bem guardado é revelado. |              |                                  |                   |                                              |                         |                         |                             |
| 13 | 3            | "Links Perigosos"                | Francisco Antunez | Maria João Mira, André Ramalho e Juan Barros | 8 de janeiro de 2024    | 1 de janeiro de 2024    | 0.57                        |
| Um hacker rouba dinheiro das contas dos alunos. Novos dados sobre os desaparecimentos levam a uma descoberta inesperada.                                                                   |              |                                  |                   |                                              |                         |                         |                             |
| 14 | 4            | "A Matemática Seca-me o Cérebro" | Francisco Antunez | Maria João Mira, André Ramalho e Juan Barros | 15 de janeiro de 2024   | 1 de janeiro de 2024    | 0.43                        |
| Um temido teste de matemática põe tudo à prova. Miguel obtém informações sobre os desaparecimentos que o colocam em rota de colisão com a família.                                         |              |                                  |                   |                                              |                         |                         |                             |
| 15 | 5            | "Ruby Cringe"                    | Francisco Antunez | Maria João Mira, André Ramalho e Juan Barros | 22 de janeiro de 2024   | 1 de janeiro de 2024    | 0.54                        |
| Gabi vê-se no centro de uma conspiração para afastar a concorrência do concurso musical. Um dos alunos desaparecidos é encontrado.                                                         |              |                                  |                   |                                              |                         |                         |                             |
| 16 | 6            | "R.I.P. Gabi"                    | Francisco Antunez | Maria João Mira, André Ramalho e Juan Barros | 29 de janeiro de 2024   | 1 de janeiro de 2024    | 0.42                        |
| Ostracizada pelos amigos, Gabi faz uma fuga para a frente. As pistas dadas pelo aluno que foi encontrado colocam a Polícia muito perto do criminoso.                                       |              |                                  |                   |                                              |                         |                         |                             |
| 17 | 7            | "Karaoke"                        | Francisco Antunez | Maria João Mira, André Ramalho e Juan Barros | 5 de fevereiro de 2024  | 1 de janeiro de 2024    | 0.40                        |
| Os amigos de Olívia preparam-lhe uma festa de aniversário surpresa, mas as surpresas não acabam aí. A Polícia faz uma detenção.                                                            |              |                                  |                   |                                              |                         |                         |                             |
| 18 | 8            | "A Vingança Serve-se Com Sapos"  | Francisco Antunez | Maria João Mira, André Ramalho e Juan Barros | 12 de fevereiro de 2024 | 1 de janeiro de 2024    | 0.40                        |
| Um impostor é desmascarado, no Colégio. Olívia descobre que o seu irmão sabe mais sobre os desaparecimentos do que aquilo que contou.                                                      |              |                                  |                   |                                              |                         |                         |                             |
| 19 | 9            | "Zzzzzz…"                        | Francisco Antunez | Maria João Mira, André Ramalho e Juan Barros | 19 de fevereiro de 2024 | 1 de janeiro de 2024    | 0.32                        |
| Um último desaparecimento abala o Colégio e desencadeia revelações sobre os motivos. |              |                                  |                   |                                              |                         |                         |                             |
| 20 | 10           | "Desistir para Ganhar"           | Francisco Antunez | Maria João Mira, André Ramalho e Juan Barros | 26 de fevereiro de 2024 | 1 de janeiro de 2024    | 0.38                        |
| Chegou a final do concurso musical. Para uns, a vitória vale tudo. Para outros, não. |              |                                  |                   |                                              |                         |                         |                             |

### 3.ª temporada (2024)
| N.º na série | N.º na temp. | Título                      | Dirigido por      | Escrito por                                  | Exibição na TVI       | Exibição na Prime Video | Audiências na TVI (milhões) |
| --- | ------------ | --------------------------- | ----------------- | -------------------------------------------- | --------------------- | ----------------------- | --------------------------- |
| 21 | 1            | "Férias Grandes"            | Francisco Antunez | Maria João Mira, André Ramalho e Juan Barros | 1 de julho de 2024    | 1 de julho de 2024      | 0.35                        |
| O grupo do colégio prepara-se para entrar no curso de nadador-salvador. Soraia sofre um inexplicável acidente.                |              |                             |                   |                                              |                       |                         |                             |
| 22 | 2            | "Eu Sei o Que Fizeste"      | Francisco Antunez | Maria João Mira, André Ramalho e Juan Barros | 8 de julho de 2024    | 1 de julho de 2024      | ASD                         |
| Alguém na vila parece saber muito sobre o grupo do Colégio da Barra. Miguel é alvo das acusações, de uma personagem-mistério. |              |                             |                   |                                              |                       |                         |                             |
| 23 | 3            | "The All-seeing Eye"        | Francisco Antunez | Maria João Mira, André Ramalho e Juan Barros | 15 de julho de 2024   | 1 de julho de 2024      | 0.39                        |
| A misteriosa personagem da vila vigia Miguel e todos os outros com um drone. Gabi tem uma surpresa.                           |              |                             |                   |                                              |                       |                         |                             |
| 24 | 4            | "Voltem Para a Vossa Terra" | Francisco Antunez | Maria João Mira, André Ramalho e Juan Barros | 22 de julho de 2024   | 1 de julho de 2024      | 0.40                        |
| O grupo do colégio choca com os amigos de Olívia. As acusações contra Miguel provocam estragos na relação dos dois.           |              |                             |                   |                                              |                       |                         |                             |
| 25 | 5            | "A Viagem de Finalistas"    | Francisco Antunez | Maria João Mira, André Ramalho e Juan Barros | 29 de julho de 2024   | 1 de julho de 2024      | ASD                         |
| Um grupo de finalistas causa o caos no resort. Gabi é atacada.                                                                |              |                             |                   |                                              |                       |                         |                             |
| 26 | 6            | "Revelações"                | Francisco Antunez | Maria João Mira, André Ramalho e Juan Barros | 5 de agosto de 2024   | 1 de julho de 2024      | ASD                         |
| Enquanto se revelam segredos sobre os acontecimentos do ano lectivo, o grupo divide-se.                                       |              |                             |                   |                                              |                       |                         |                             |
| 27 | 7            | "Olívia e Lucas"            | Francisco Antunez | Maria João Mira, André Ramalho e Juan Barros | 12 de agosto de 2024  | 1 de julho de 2024      | 0.37                        |
| Olívia e Lucas reatam a amizade antiga. Os amigos investigam o ataque a Gabi. Zé Maria testemunha um encontro inesperado.     |              |                             |                   |                                              |                       |                         |                             |
| 28 | 8            | "Paintball"                 | Francisco Antunez | Maria João Mira, André Ramalho e Juan Barros | 19 de agosto de 2024  | 1 de julho de 2024      | ASD                         |
| Samuel faz uma descoberta. O conflito entre o grupo do colégio e os amigos de Olívia agrava-se, durante um jogo de paintball. |              |                             |                   |                                              |                       |                         |                             |
| 29 | 9            | "As Confissões de Carol"    | Francisco Antunez | Maria João Mira, André Ramalho e Juan Barros | 26 de agosto de 2024  | 1 de julho de 2024      | ASD                         |
| Enquanto um novo vídeo de Carol traz revelações surpreendentes, Olívia e Samuel sofrem um acidente.                           |              |                             |                   |                                              |                       |                         |                             |
| 30 | 10           | "O Desfecho"                | Francisco Antunez | Maria João Mira, André Ramalho e Juan Barros | 2 de setembro de 2024 | 1 de julho de 2024      | 0.33                        |
| À medida que todos descobrem a verdade sobre a personagem misteriosa, Gabi luta para que não seja tarde demais.               |              |                             |                   |                                              |                       |                         |                             |

## Curtas

### #NaWeb (2023-24)
#NaWeb é uma websérie de Morangos com Açúcar realizada por Lucas Dutra, cujo cada episódio é dividido em 3 partes.
| N.º                                                                                                | Título                    | Dirigido por | Escrito por                                                       | Exibição original      | Exibição no TVI Player |
| -------------------------------------------------------------------------------------------------- | ------------------------- | ------------ | ----------------------------------------------------------------- | ---------------------- | ---------------------- |
| 1                                                                                                  | "Tardes na Tumba"         | Lucas Dutra  | Lucas Dutra, Maria João Mira, Eduardo Queirós, João Eduardo Silva | 24 de outubro de 2023  | 3 de julho de 2024     |
| Olívia visita o cemitério e senta-se entre a campa da mãe e do pai.                                |                           |              |                                                                   |                        |                        |
| 2                                                                                                  | "Passas"                  | Lucas Dutra  | Lucas Dutra, Maria João Mira, Eduardo Queirós, João Eduardo Silva | 2 de novembro de 2023  | 5 de julho de 2024     |
| Antes do ano letivo, Bruno tem uma conversa que muda o rumo da sua vida.                           |                           |              |                                                                   |                        |                        |
| 3                                                                                                  | "Ruídos de Fundo"         | Lucas Dutra  | Lucas Dutra, Maria João Mira, Eduardo Queirós, João Eduardo Silva | 6 de novembro de 2023  | 10 de julho de 2024    |
| Antes de Kika iniciar o podcast da série, acompanhamos a sua dedicação à criação de conteúdo ASMR. |                           |              |                                                                   |                        |                        |
| 4                                                                                                  | "Espelho Meu"             | Lucas Dutra  | Lucas Dutra, Maria João Mira, Eduardo Queirós, João Eduardo Silva | 13 de novembro de 2023 | 24 de julho de 2024    |
| 5                                                                                                  | "Quem Conta um Conto"     | Lucas Dutra  | Lucas Dutra, Maria João Mira, Eduardo Queirós, João Eduardo Silva | 20 de novembro de 2023 | 15 de julho de 2024    |
| 6                                                                                                  | "Acrescenta um Ponto"     | Lucas Dutra  | Lucas Dutra, Maria João Mira, Eduardo Queirós, João Eduardo Silva | 27 de novembro de 2023 | 17 de julho de 2024    |
| 7                                                                                                  | "A Maçã"                  | Lucas Dutra  | Lucas Dutra, Maria João Mira, Eduardo Queirós, João Eduardo Silva | 4 de dezembro de 2023  | 29 de julho de 2024    |
| 8                                                                                                  | "Cromossomas"             | Lucas Dutra  | Lucas Dutra, Maria João Mira, Eduardo Queirós, João Eduardo Silva | 11 de dezembro de 2023 | 22 de julho de 2024    |
| 9                                                                                                  | "Los Favoritos"           | Lucas Dutra  | Lucas Dutra, Maria João Mira, Eduardo Queirós, João Eduardo Silva | 18 de dezembro de 2023 | 19 de julho de 2024    |
| 10                                                                                                 | "Karma"                   | Lucas Dutra  | Lucas Dutra, Maria João Mira, Eduardo Queirós, João Eduardo Silva | 25 de dezembro de 2023 | 31 de julho de 2024    |
| 11                                                                                                 | "Meet Me in the Bathroom" | Lucas Dutra  | Lucas Dutra, Maria João Mira, Eduardo Queirós, João Eduardo Silva | 3 de janeiro de 2024   | 12 de julho de 2024    |
| 12                                                                                                 | "Em Caso de Emergência"   | Lucas Dutra  | Lucas Dutra, Maria João Mira, Eduardo Queirós, João Eduardo Silva | 10 de janeiro de 2024  | 26 de julho de 2024    |
| 13                                                                                                 | "Pede um Desejo"          | Lucas Dutra  | Lucas Dutra, Maria João Mira, Eduardo Queirós, João Eduardo Silva | 16 de janeiro de 2024  | 2 de agosto de 2024    |

### Milkshake (2023-24)
Milkshake é uma série de entrevistas intimistas, apresentado por Catarina Maça. Em cada episódio ficamos a conhecer melhor os atores do primeiro arco de Morangos com Açúcar. Esta série trata-se também de um lembrete inspirador de que, por trás das câmaras, há histórias reais de crescimento e transformação.
| N.º | Título                 | Exibição original      | Exibição no TVI Player |
| --- | ---------------------- | ---------------------- | ---------------------- |
| 1 | "Madalena Aragão"      | 24 de outubro de 2023  | 14 de agosto de 2024   |
| Madalena Aragão é Olívia em "Morangos com Açúcar". Nesta entrevista intimista, ficamos a saber mais sobre a atriz: a infância, os amigos, os sonhos e muitas curiosidades! |                        |                        |                        |
| 2 | "Gonçalo Braga"        | 2 de novembro de 2023  | 14 de agosto de 2024   |
| Gonçalo Braga, que dá vida ao papel de Bruno em "Morangos com Açúcar", reflete sobre os desafios da profissão de ator. |                        |                        |                        |
| 3 | "Beatriz Frazão"       | 8 de novembro de 2023  | 14 de agosto de 2024   |
| Beatriz Frazão é Kika em "Morangos com Açúcar". Neste episódio fica a saber mais sobre a atriz por trás das câmaras: a infância, os sonhos e a interpretação. |                        |                        |                        |
| 4 | "Catarina de Carvalho" | 13 de novembro de 2023 | 14 de agosto de 2024   |
| Catarina Carvalho é a atriz que interpreta a personagem Cris em "Morangos com Açúcar". Originária do Brasil, atravessou o oceano para integrar o elenco desta série juvenil. É neste ambiente intimista que temos a oportunidade de conhecê-la de forma mais profunda. |                        |                        |                        |
| 5 | "Rui Pedro Silva"      | 23 de novembro de 2023 | 14 de agosto de 2024   |
| Rui Pedro Silva, o talentoso intérprete da personagem Santiago na série "Morangos com Açúcar", partilha durante a entrevista algumas histórias divertidas da sua infância, revelando o seu lado traquina naquela época. No decorrer da conversa com Constança Maça, o ator explora também o significado de «casa» para si. Para além disso, Rui Pedro aborda a sua interpretação da personagem Santiago, descrevendo-a como uma espécie de vilão na trama da série, e partilha os desafios que enfrentou ao dar vida a este papel. |                        |                        |                        |
| 6 | "Cláudio de Castro"    | 29 de novembro de 2023 | 14 de agosto de 2024   |
| Uma entrevista exclusiva com o talentoso ator Cláudio de Castro, o extrovertido Fred da nova temporada de "Morangos com Açúcar". Descobre as semelhanças entre o ator e a sua divertida personagem. Desde as traquinices de criança até às brincadeiras na sala de aula, vamos revelar os bastidores da sua vida. |                        |                        |                        |
| 7 | "Rita Guerner"         | 6 de dezembro de 2023  | 14 de agosto de 2024   |
| Rita Guerner, dá vida a Emília em "Morangos com Açúcar". Descobre mais sobre a infância de Rita, os seus medos, as suas conquistas e os seus sonhos. |                        |                        |                        |
| 8 | "Mafalda Peres"        | 13 de dezembro de 2023 | 14 de agosto de 2024   |
| Fica a saber tudo sobre Mafalda Peres, a talentosa intérprete de Pipa em "Morangos com Açúcar". A atriz, que na série desempenha o papel de filha de Soraia, partilha mais sobre si mesma. Mafalda iniciou esta emocionante jornada através do casting aberto realizado em 2023, transformando-se de fã a membro do elenco de "Morangos com Açúcar". Fica a conhecer detalhes sobre a sua infância, os seus sonhos e curiosidades das gravações.                                                                                   |                        |                        |                        |
| 9 | "António van Zeller"   | 20 de dezembro de 2023 | 14 de agosto de 2024   |
| Na série "Morangos com Açúcar", António van Zeller interpreta Zé Maria. Fica a conhecer o ator para lá das câmaras através desta entrevista. |                        |                        |                        |
| 10 | "Guilherme Rocha"      | 27 de dezembro de 2023 | 14 de agosto de 2024   |
| Quem é Guilherme Rocha, o talentoso ator que dá vida a Ben em "Morangos com Açúcar"? Descobre a história de vida de Guilherme, explorando detalhes da sua infância, os seus medos, ídolos e ambições. |                        |                        |                        |
| 11 | "Tomás Taborda"        | 3 de janeiro de 2024   | 14 de agosto de 2024   |
| Histórias inéditas, curiosidades e momentos descontraídos. Fica a saber tudo sobre Tomás Taborda, o talentoso ator por trás de Harry em "Morangos com Açúcar". |                        |                        |                        |
| 12 | "Simão Fumega"         | 11 de janeiro de 2024  | 14 de agosto de 2024   |
| Quem é Simão Fumega, o Duarte nos "Morangos com Açúcar"? Neste formato de entrevistas intimistas vais poder conhecer um pouco mais de Simão: a sua infância, os seus sonhos entre muitas outras curiosidades. |                        |                        |                        |
| 13 | "Margarida Corceiro"   | 17 de janeiro de 2024  | 14 de agosto de 2024   |
| Descobre mais sobre Margarida Corceiro, a atriz que interpreta Gabi, a antagonista de "Morangos com Açúcar". Na entrevista, poderás também ver além do papel de «Gabi», explorando a infância da Margarida, curiosidades dos bastidores e até descobrires o seu talento escondido. |                        |                        |                        |
| 14 | "Tiago Castro"         | 25 de janeiro de 2024  | 14 de agosto de 2024   |
| O eterno Crómio, que 20 anos depois regressou aos "Morangos com Açúcar" como Diretor do Colégio da Barra! Podes ouvir a entrevista ao ator Tiago Castro e saber mais sobre a sua vida antes e depois da série que lhe mudou a vida. |                        |                        |                        |